# Birkebeinerrennet
La Birkebeinerrennet (en norvégien : la course des Birkebeiner) est une course de ski de fond longue distance courue pour la première fois en 1932, étape norvégienne annuelle de la Worldloppet. Longue de 54 km entre Rena et Lillehammer avec un dénivelé de 700 m, elle s'effectue en style classique et les participants doivent porter un sac à dos de minimum 3,5 kg.

## Historique

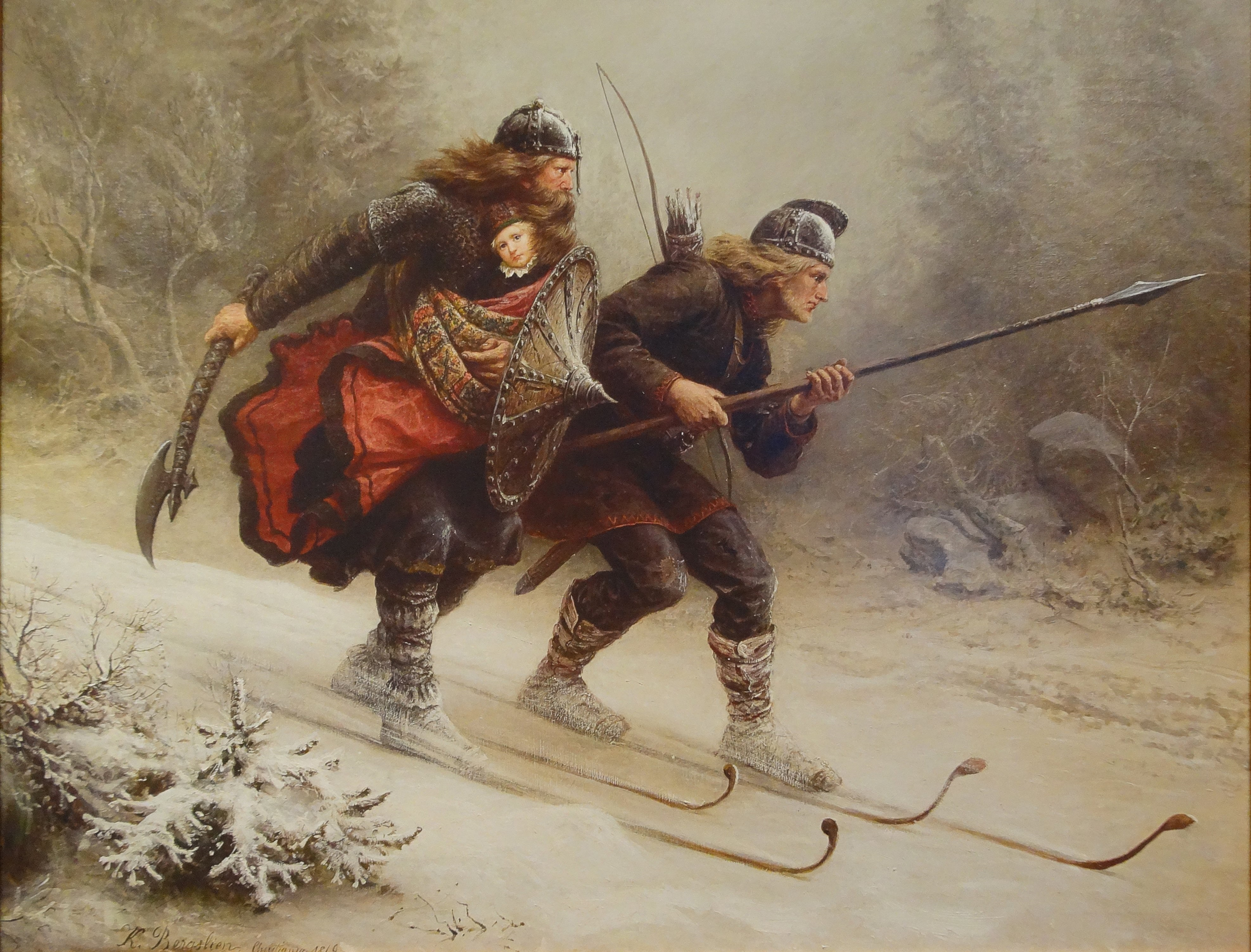
Birkebeinerne. Toile de Knud Bergslien, 1869

Cette course commémore la légende des Birkebeiner. En 1206, le parti des Birkebeiner est attaqué par celui des Baglers, et l'héritier du trône nouveau-né, Håkon Håkonssøn, fut transporté en sécurité chez le roi à Lillehammer. La course reprendrait aujourd'hui le tracé emprunté par les deux braves qui ont sauvé le futur roi. Ceci explique en partie la popularité de la course en Norvège.

## Palmarès

### Hommes
| Année   | Nom                    | Pays                          | Temps                 |
| ------- | ---------------------- | ----------------------------- | --------------------- |
| 1932    | Trygve Beisvåg         | Norvège                       | 4 h 51 min 04 s       |
| 1933    | Arne Rustadstuen       | Norvège                       | 4 h 24 min 12 s       |
| 1934    | Arne Rustadstuen       | Norvège                       | 5 h 41 min 25 s       |
| 1935    | Olaf Hoffsbakken       | Norvège                       | 4 h 10 min 35 s       |
| 1936    | Oscar Gjøslien         | Norvège                       | 5 h 16 min 05 s       |
| 1937    | Gunnar Hansveen        | Norvège                       | 4 h 44 min 45 s       |
| 1938    | Olaf Hoffsbakken       | Norvège                       | 3 h 56 min 34 s       |
| 1939    | Hallvard Eggset        | Norvège                       | 4 h 09 min 05 s       |
| 1940    | Gunnar Hansveen        | Norvège                       | 4 h 30 min 09 s       |
| 1941-45 | Épreuve non-organisée  | Épreuve non-organisée         | Épreuve non-organisée |
| 1946    | Leif Haugen            | Norvège                       | 3 h 54 min 59 s       |
| 1947    | Gunnar Hermansen       | Norvège                       | 4 h 38 min 24 s       |
| 1948    | Épreuve non-organisée  | Épreuve non-organisée         | Épreuve non-organisée |
| 1949    | Olav Kveberg           | Norvège                       | 4 h 13 min 55 s       |
| 1950    | Gunnar Hermansen       | Norvège                       | 4 h 28 min 15 s       |
| 1951    | Thorfinn Staff Eid     | Norvège                       | 4 h 12 min 01 s       |
| 1952    | Odd Nyborg             | Norvège                       | 4 h 17 min 50 s       |
| 1953    | Johs. Woxen            | Norvège                       | 4 h 20 min 25 s       |
| 1954    | Johan Østvang          | Norvège                       | 4 h 30 min 18 s       |
| 1955    | Oddmund Jensen         | Norvège                       | 3 h 57 min 31 s       |
| 1956    | Einar Skaaren          | Norvège                       | 4 h 03 min 33 s       |
| 1957    | Oddmund Jensen         | Norvège                       | 3 h 48 min 46 s       |
| 1958    | Oddmund Jensen         | Norvège                       | 3 h 39 min 34 s       |
| 1959    | Einar Skaaren          | Norvège                       | 4 h 01 min 33 s       |
| 1960    | Martin Stokken         | Norvège                       | 3 h 34 min 19 s       |
| 1961    | Ole Ellefsæter         | Norvège                       | 3 h 44 min 02 s       |
| 1962    | Oddmund Jensen         | Norvège                       | 3 h 43 min 15 s       |
| 1963    | Magnar Ingebrigtsli    | Norvège                       | 4 h 04 min 59 s       |
| 1964    | Egil Tvedt             | Norvège                       | 3 h 23 min 31 s       |
| 1965    | Oddmund Jensen         | Norvège                       | 3 h 41 min 48 s       |
| 1966    | Egil Tvedt             | Norvège                       | 3 h 36 min 34 s       |
| 1967    | Ivar Skogsrud          | Norvège                       | 4 h 00 min 39 s       |
| 1968    | Erik Solberg Johansen  | Norvège                       | 4 h 16 min 50 s       |
| 1969    | Niri Helleberg         | Norvège                       | 3 h 20 min 51 s       |
| 1970    | Arne Vehus             | Norvège                       | 3 h 21 min 40 s       |
| 1971    | Bjørn Arvnes           | Norvège                       | 3 h 40 min 30 s       |
| 1972    | Erik Solberg Johansen  | Norvège                       | 3 h 24 min 19 s       |
| 1973    | Per Knotten            | Norvège                       | 3 h 06 min 07 s       |
| 1974    | Dag Anmarkrud          | Norvège                       | 3 h 22 min 42 s       |
| 1975    | Ivar Formo             | Norvège                       | 3 h 25 min 35 s       |
| 1976    | Audun Kolstad          | Norvège                       | 3 h 12 min 10 s       |
| 1977    | Audun Kolstad          | Norvège                       | 3 h 05 min 39 s       |
| 1978    | Anders Bakken          | Norvège                       | 3 h 14 min 04 s       |
| 1979    | Anders Bakken          | Norvège                       | 3 h 14 min 35 s       |
| 1980    | Dag Atle Bjørkheim     | Norvège                       | 3 h 16 min 05 s       |
| 1981    | Sven-Åke Lundbäck      | Suède                         | 3 h 16 min 25 s       |
| 1982    | Dag Atle Bjørkheim     | Norvège                       | 3 h 02 min 43 s       |
| 1983    | Per Knut Aaland        | Norvège                       | 2 h 51 min 25 s       |
| 1984    | Magnar Rismyhr         | Norvège                       | 2 h 59 min 28 s       |
| 1985    | Ola Hassis             | Suède                         | 2 h 53 min 11 s       |
| 1986    | Örjan Blomquist        | Suède                         | 3 h 08 min 30 s       |
| 1987    | Pierre Harvey          | Canada                        | 3 h 08 min 30 s       |
| 1988    | Jo Helgestad           | Norvège                       | 3 h 08 min 08 s       |
| 1989    | John Kvale             | Norvège                       | 2 h 58 min 56 s       |
| 1990    | Per Knut Aaland        | Norvège                       | 3 h 03 min 44 s       |
| 1991    | Per Knut Aaland        | Norvège                       | 3 h 05 min 07 s       |
| 1992    | Odd-Bjørn Hjelmeset    | Norvège                       | 3 h 15 min 34 s       |
| 1993    | Aleksandr Golubev      | Russie                        | 2 h 45 min 42 s       |
| 1994    | Erling Jevne           | Norvège                       | 2 h 36 min 10 s       |
| 1995    | Odd-Bjørn Hjelmeset    | Norvège                       | 2 h 57 min 18 s       |
| 1996    | Erling Jevne           | Norvège                       | 2 h 39 min 12 s       |
| 1997    | Erling Jevne           | Norvège                       | 2 h 33 min 05 s       |
| 1998    | Erling Jevne           | Norvège                       | 2 h 43 min 19 s       |
| 1999    | Erling Jevne           | Norvège                       | 2 h 50 min 45 s       |
| 2000    | Erling Jevne           | Norvège                       | 2 h 41 min 53 s       |
| 2001    | Erling Jevne           | Norvège                       | 2 h 38 min 45 s       |
| 2002    | Stanislav Řezáč        | République tchèque            | 2 h 39 min 08 s       |
| 2003    | Odd-Bjørn Hjelmeset    | Norvège                       | 2 h 39 min 56 s       |
| 2004    | Gianantonio Zanetel    | Italie                        | 2 h 48 min 55 s       |
| 2005    | Stanislav Řezáč        | République tchèque            | 2 h 37 min 37 s       |
| 2006    | Anders Aukland         | Norvège                       | 2 h 52 min 13 s       |
| 2007    | Épreuve annulée        | Épreuve annulée               | Épreuve annulée       |
| 2008    | Stanislav Řezáč        | République tchèque            | 2 h 24 min 33 s       |
| 2009    | Jerry Ahrlin           | Suède                         | 2 h 36 min 58 s       |
| 2010    | Anders Aukland         | Norvège                       | 2 h 27 min 19 s       |
| 2011    | Stanislav Řezáč        | République tchèque            | 2 h 39 min 54 s       |
| 2012    | Anders Aukland         | Norvège                       | 2 h 21 min 34 s       |
| 2013    | Anders Aukland         | Norvège                       | 2 h 42 min 38 s       |
| 2014    | Épreuve annulée        | Épreuve annulée               | Épreuve annulée       |
| 2015    | Petter Eliassen        | Team LeasePlan Go, Norvège    | 2 h 19 min 28 s       |
| 2016    | John Kristian Dahl     | Team United Bakeries, Norvège | 2 h 27 min 34 s       |
| 2017    | Martin Johnsrud Sundby | Team United Bakeries, Norvège | 2 h 20 min 52 s       |
| 2018    | Andreas Nygaard        | Team Santander, Norvège       | 2 h 33 min 13 s       |

### Femmes
| Année | Nom                          | Pays                    | Temps           |
| ----- | ---------------------------- | ----------------------- | --------------- |
| 1976  | Berit Mørdre Lammedal        | Norvège                 | 3 h 54 min 44 s |
| 1977  | Valborg Østberg              | Norvège                 | 3 h 31 min 04 s |
| 1978  | Birgit Øverby Tennøe         | Norvège                 | 3 h 49 min 01 s |
| 1979  | Anna Bjørgan                 | Norvège                 | 4 h 07 min 48 s |
| 1980  | Anna Bjørgan                 | Norvège                 | 3 h 47 min 15 s |
| 1981  | Vigdis Rønning               | Norvège                 | 3 h 43 min 19 s |
| 1982  | Birgit Øverby Tennøe         | Norvège                 | 3 h 40 min 55 s |
| 1983  | Hilde Riis                   | Norvège                 | 3 h 26 min 47 s |
| 1984  | Gry Oftedal                  | Norvège                 | 3 h 27 min 00 s |
| 1985  | Gry Oftedal                  | Norvège                 | 3 h 25 min 45 s |
| 1986  | Ellen Grepperud              | Norvège                 | 3 h 52 min 45 s |
| 1987  | Astrid Dæhlie                | Norvège                 | 3 h 47 min 32 s |
| 1988  | Elisabeth Tharaldsen         | Norvège                 | 3 h 50 min 13 s |
| 1989  | Marthe Flugstad              | Norvège                 | 3 h 13 min 35 s |
| 1990  | Mona Fugli                   | Norvège                 | 3 h 51 min 50 s |
| 1991  | Ragnhild Bratberg            | Norvège                 | 3 h 38 min 54 s |
| 1992  | Anne Jahren                  | Norvège                 | 3 h 52 min 00 s |
| 1993  | Astrid Kristin Ruud          | Norvège                 | 3 h 24 min 25 s |
| 1994  | Marit Elveos                 | Norvège                 | 3 h 21 min 12 s |
| 1995  | Unni Ødegård                 | Norvège                 | 3 h 28 min 15 s |
| 1996  | Marit Mikkelsplass           | Norvège                 | 3 h 05 min 12 s |
| 1997  | Marthe Flugstad              | Norvège                 | 3 h 10 min 46 s |
| 1998  | Anita Moen Guidon            | Norvège                 | 3 h 03 min 21 s |
| 1999  | Anita Moen Guidon            | Norvège                 | 3 h 21 min 22 s |
| 2000  | Anita Moen Guidon            | Norvège                 | 3 h 06 min 24 s |
| 2001  | Anita Moen Guidon            | Norvège                 | 3 h 03 min 27 s |
| 2002  | Marthe Flugstad              | Norvège                 | 3 h 08 min 27 s |
| 2003  | Annmari Viljanmaa            | Finlande                | 3 h 05 min 16 s |
| 2004  | Annmari Viljanmaa            | Finlande                | 3 h 03 min 47 s |
| 2005  | Cristina Paluselli           | Italie                  | 3 h 10 min 59 s |
| 2006  | Hilde Gjermundshaug Pedersen | Norvège                 | 3 h 08 min 10 s |
| 2007  | Épreuve annulée              | Épreuve annulée         | Épreuve annulée |
| 2008  | Hilde Gjermundshaug Pedersen | Norvège                 | 2 h 52 min 04 s |
| 2009  | Hilde Gjermundshaug Pedersen | Norvège                 | 3 h 05 min 00 s |
| 2010  | Jenny Hansson                | Suède                   | 2 h 57 min 33 s |
| 2011  | Seraina Boner                | Suisse                  | 3 h 11 min 17 s |
| 2012  | Seraina Boner                | Suisse                  | 2 h 46 min 54 s |
| 2013  | Seraina Boner                | Suisse                  | 3 h 09 min 12 s |
| 2014  | Épreuve annulée              | Épreuve annulée         | Épreuve annulée |
| 2015  | Therese Johaug               | Norvège                 | 2 h 41 min 46 s |
| 2016  | Seraina Boner (4)            | Suisse                  | 2 h 55 min 04 s |
| 2017  | Justyna Kowalczyk            | Team Santander, Pologne | 2 h 46 min 40 s |
| 2018  | Justyna Kowalczyk            | Team Santander, Pologne | 3 h 06 min 10 s |